# Réseau d'alerte sur les inégalités
Pour les articles homonymes, voir Rai.
 (juin 2025).
Motif : aucune source secondaire centrée depuis la création de cet article : notoriété encyclopédique de ce collectif non démontrée
- Archive Wikiwix
- Bing
- Cairn
- DuckDuckGo
- E. Universalis
- Gallica
- Google
- G. Books
- G. News
- G. Scholar
- Persée
- Qwant
- (zh) Baidu
- (ru) Yandex
- (wd) trouver des œuvres sur Wikidata

| 1. | Préciser le motif de la pose du bandeau. | Précisez le motif de la pose du bandeau en utilisant la syntaxe suivante : {{admissibilité à vérifier\|date=juin 2025\|motif=remplacez ce texte par le motif}}                                          |
| 2. | Informer les utilisateurs concernés.     | Pensez à avertir le créateur de l'article, par exemple, en insérant le code ci-dessous sur sa page de discussion : {{subst:avertissement admissibilité à vérifier\|Réseau d'alerte sur les inégalités}} |

 (octobre 2022).
Le Réseau d'alerte sur les inégalités (ou RAI) est un collectif français constitué de membres d'’organisations syndicales (dont la fédération des finances CGT, le SNUI, la CFDT - Banque de France), d’associations de lutte contre les différentes formes d’exclusion (telles Droit au logement - Dal, Agir ensemble contre le chômage - AC!, Points Cardinaux, Raisons d'Agir ou le Groupe d'information et de soutien des immigrés - Gisti), d’universitaires, de chercheurs, d'économistes et hauts fonctionnaires qui ensemble travaillent à la dénonciation des mécanismes producteurs et reproducteurs des inégalités et de la pauvreté en France.

## Historique
L’occupation des locaux de la rue du Dragon en 1994 a été l’occasion de rencontres entre des militants associatifs, syndicalistes et des chercheurs. Ces rencontres ont conduit à la naissance, en 1995, du Réseau d’alerte sociale dont l’objectif était d’« analyser les politiques publiques pour y débusquer ce qui concourt à l’aggravation de la pauvreté et de l’exclusion, afin de fournir des arguments aux mouvements qui, sur le terrain, luttent contre elle ». Quelques années plus tard, le réseau prendra le nom de Réseau d’alerte sur les inégalités (RAI).

## Activités
Le RAI analyse la pertinence des politiques publiques censées remédier aux inégalités, formule des propositions et « politise les chiffres » au service du mouvement social, c’est-à-dire vulgarise les données, études et travaux scientifiques pour les rendre accessibles et utilisables par les acteurs sociaux. 
Le RAI a été à l’initiative de plusieurs actions « coups de projecteurs » pour dénoncer des injustices criantes (occupation du siège de la Banque de France pour la résorption du surendettement, de Pinault-finances quand la cinquième fortune de France ne payait pas l’impôt de solidarité sur la fortune, etc.) et a produit un manifeste fiscal.
Le RAI participe aussi à des actions plus « institutionnelles », par exemple en apportant ses contributions et contestations aux séances du CNIS (Conseil national de l'information statistique) consacrées à l'élaboration d'indicateurs de la pauvreté et des inégalités.

## Le BIP 40
Le RAI a été à l'initiative de la création du BIP40, un indice bâti à partir de séries statistiques pour mesurer l’évolution des inégalités. L'emploi, les revenus, la santé, l'éducation, le logement et la justice en constituent les principales rubriques. Il a été réalisé sous la responsabilité scientifique d’économistes et de statisticiens membres du RAI et avec le soutien du mensuel Alternatives économiques.

## ACDC
Le RAI crée fin 2006 les Autres Chiffres du Chômage, un collectif traitant de manière alternative les chiffres du chômage en France. Une note récapitulative est éditée tous les mois.